# 格林河 (肯塔基州)
格林河（英語：Green River）是一条长384-英里（618-）的河流，是俄亥俄河的支流，源头位于肯塔基州林肯郡的中南部，其支流包括巴伦河等。此河以一位美國獨立戰爭中的将军彌敦內爾·格連的姓氏命名。